# Perlinka
Perlinka je laminovaná sklo-vláknitá mřížková armovací umělá tkanina. Je určená ke zpevnění nových ale i starých omítek, stavebních lepidel nebo stěrkových hmot. 
Perlinkou vyztužené povrchy nepraskají a mají větší pružnost a pevnost. Je určena k vnitřnímu i vnějšímu použití. Perlinka je bílé barvy. Natáhne se na stěnu potřenou lepidlem a vtlačí se do lepidla tak, že ji lepidlo překryje.